# Yalennis Castillo
Yalennis Castillo (n. 21 mai 1986, Holguín, Cuba) este o sportivă ce a reprezentat Cuba, medaliată olimpică. A participat la 2 ediții ale Jocurilor Olimpice (2008, 2016) în care a câștigat o medalie de argint.